# 박민아 (성우)
박민아(朴敏娥, 1943년 10월 30일 ~ )는 대한민국의 성우이다. 1963년 KBS에 입사했으며, 현재는 KBS 6기이다. 한국방송 성우극회 소속.

## 주요 출연작품

### 애니메이션
- 태풍소년 (KBS) - 여자2
- 달려라 번개호 (KBS) - 철이 어머니
- 빨강 머리 앤 (KBS) - 마릴라 아줌마
- 집없는 소년 (KBS) - 발브랑 부인
- 이상한 나라의 앨리스 (KBS) - 여왕 / 유모

### 애니메이션 영화
- 유니코 (애니박스) - 할머니
- 토드와 쿠퍼 - 할머니
- 햇살나무 (KBS) - 할머니

### 영화
- 까미유 끌로델 (SBS) - 까미유 어머니 (알레인 커니)
- 나의 그리스식 웨딩 (SBS) - 마리아 (레이니 카잔)
- 내 사랑 루시 (KBS)
- 내겐 너무 멋진 서쪽나라 (KBS) - 라나 이모
- 늑대와 춤을 (KBS) - 검은 숄(탄투 카디널)
- 라스트 콘서트 (KBS) - 시몬(마리아 안토니에타 벨루지)
- 런어웨이 브라이드 (KBS)
- 마빈스 룸 (KBS) - 루스 고모 (그웬 버든)
- 마이 페어 레이디 (KBS) - 피어스 부인 (모나 워쉬)
- 마지막 카운트다운 (KBS)
- 마틴 쉰의 유죄추정 (SBS)
- 벨파고 (KBS) - 할머니
- 산딸기 (KBS) - 보르그 부인 (나이마 비프스트런드)
- 샤인(KBS) - 캐서린(구기 위더스)
- 셰익스피어 인 러브 (KBS) - 엘리자베스 여왕 (주디 덴치)
- 슈퍼맨 4: 최강의 적 (KBS) - 슈퍼맨의 어머니(수재나 요크)
- 시애틀의 잠 못 이루는 밤 (KBS) - 애니의 엄마(르 클랜체 드 랭드) / 제시카의 엄마(한나 콕스)
- 어바웃 슈미트 (KBS) - 헬렌 (준 스큅)
- 오리엔트 특급 살인사건 (KBS) - 미로프 (웬디 힐러)
- 올리버 트위스트 (KBS) - 베드윈(에이미 베네스)
- 올랜도 (KBS) - 엘리자베스 여왕 (쿠엔틴 크리스프)
- 왕의 춤 (KBS) - 어머니 (콜렛트 엠마누엘)
- 위험한 관계 (KBS) - 로즈몽드 부인(밀드레드 네트윅)
- 이보다 더 좋을 순 없다 (KBS) - 캐럴의 엄마(셜리 나이트)
- 이유 없는 반항 (KBS) - 엄마(앤 도란) / 주디의 엄마(로셀 허드슨)
- 인생 (KBS) - 벤델라
- 일요일의 아이들 (KBS)
- 전쟁과 평화 [1983년 더빙판] (KBS)
- 죠스 (KBS) - 엘렌 브로디 (로레인 게리)
- 집으로 가는 길 (KBS) - 할머니 (이빈)
- 초콜렛 (KBS) - 아르망드 (주디 덴치)
- 카틴 (KBS) - 안제이의 어머니(마야 코모로브스카) / 스타시아(스타니슬로바 셀린스카)
- 케인호의 반란 (KBS) - 케이트 부인
- 코쿤 (SBS) - 메리 러킷 (모린 스테플턴)
- 퀴즈 쇼 (KBS) - 밴도런의 어머니(엘리자베스 윌슨)
- 파리의 고갱 (KBS)
- 포 미니츠 (KBS) - 크뤼거 부인 (모니카 블라이브트로이)
- 포세이돈 어드벤처 (KBS)
- 프랑스 중위의 여자 (KBS) - 폴트니 부인 (패티엔스 콜리어)
- 하드 레인 (KBS)
- 007 골든아이 (KBS) - M (주디 덴치)
  - 007 네버다이 (KBS) - M (주디 덴치)
- 사랑의 만화경 (SBS) - 마가렛 (콜린 듀허스트)
- F학점 첩보원 (KBS) - 일사(린다 헌트)

### 외화
- 판관 포청천 (KBS)
- 측천무후 (SBS)
- 칭기즈칸 (KBS) - 안바해 아내
- 말괄량이 마법학교 (SBS) - 캐클 선생님

### 방송
- KBS 무대 10년(백암리의 새해) (KBS 제2라디오)
- KBS 무대 10년(지상에서 영원으로) (KBS 제2라디오)
- KBS 무대 10년(당신의 창문이 열릴 때) (KBS 제2라디오) - 순이
- KBS 무대 10년(마지막 도부꾼, 길 위에 지다) (KBS 제2라디오)
- KBS 무대 10년(홍어) (KBS 제2라디오)
- KBS 무대 10년(네번째 방) (KBS 제2라디오)
- KBS 무대 10년(2인 3각) (KBS 제2라디오)
- KBS 라디오 극장 10년(4월의 물고기) (KBS 라디오) - 할머니

## TV 출연작

### 드라마
- 2000년 KBS1 대하드라마 《태조 왕건》 ... 후궁 장씨 궁인(궁예의 생모) 역